# Hyles vespertilio
Hyles vespertilio är en fjärilsart som beskrevs av Eugen Johann Christoph Esper 1779. Hyles vespertilio ingår i släktet Hyles och familjen svärmare. Inga underarter finns listade i Catalogue of Life.

## Bildgalleri

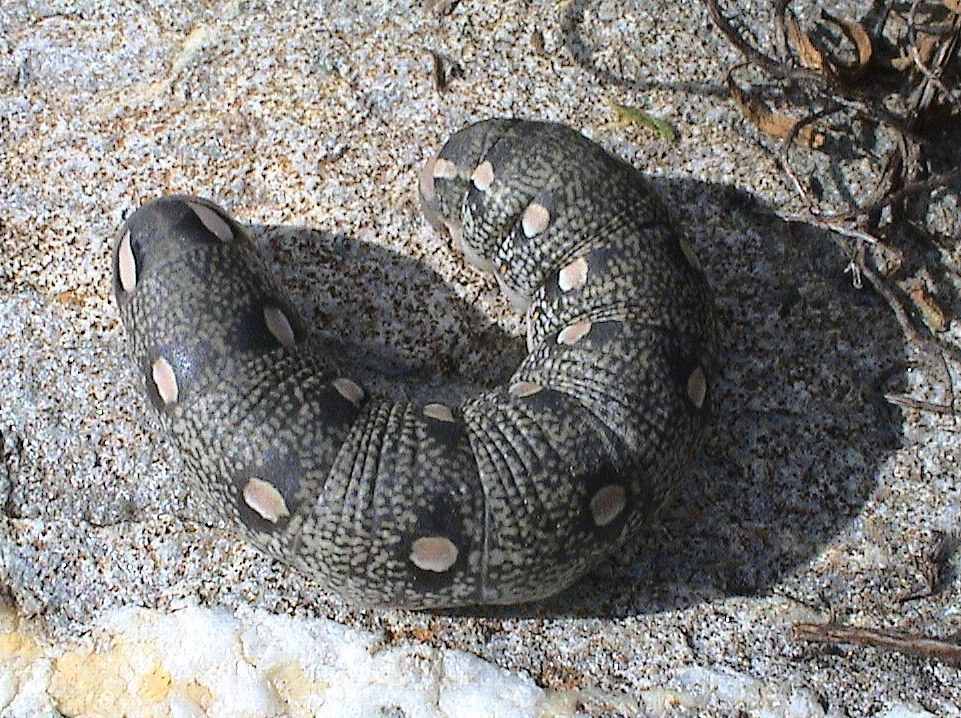
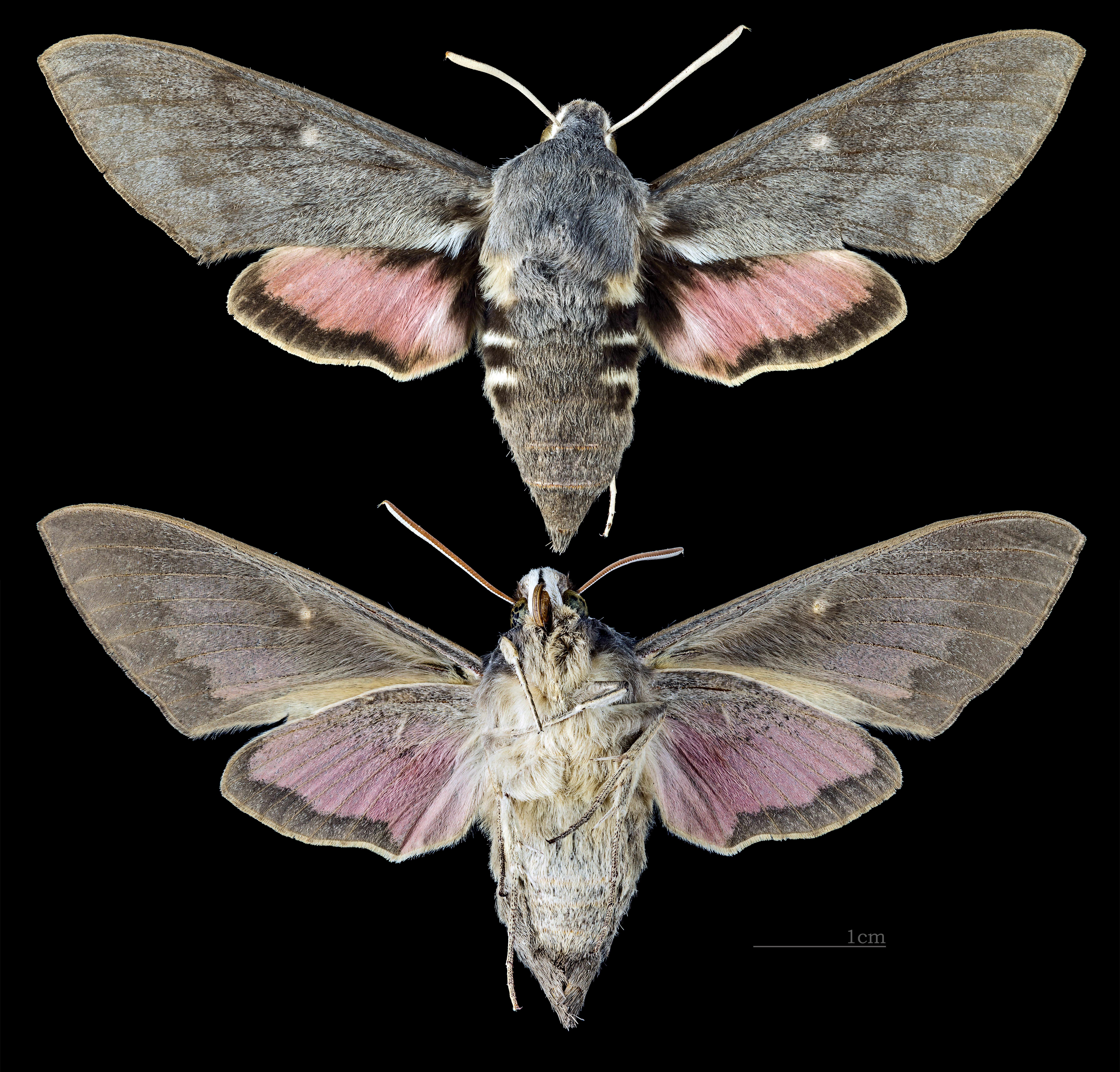
♀ Hyles vespertilio vespertilio
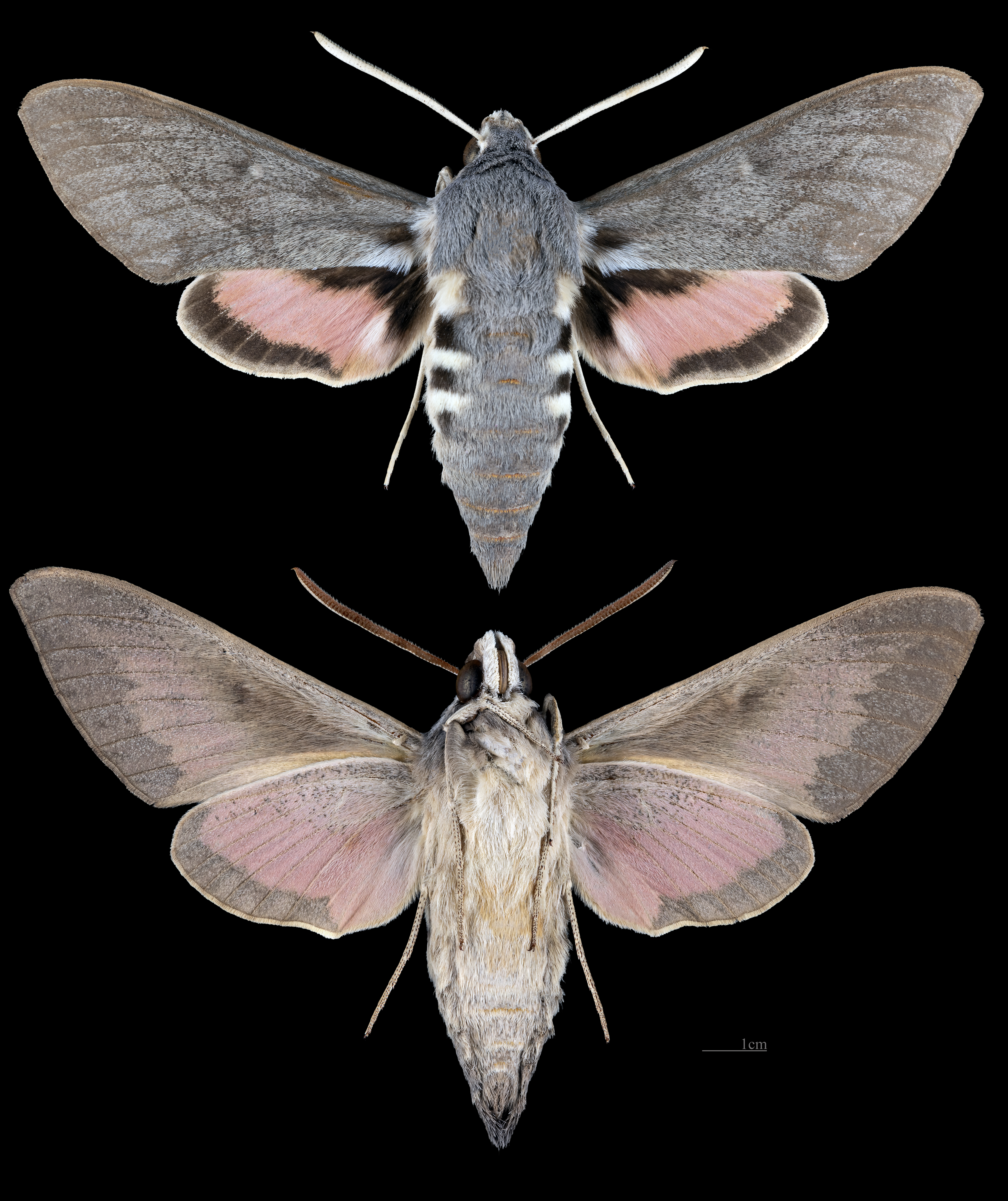
♂ Hyles vespertilio vespertilio